# Luohu
| Luohu - 罗湖区                                        | Luohu - 罗湖区 |
| ----------------------------------------------------- | -------------- |
| Shenzen bei Nacht, mit Shun-Hing-Platz im Hintergrund |                |
| Basisdaten                                            |                |
| Einwohnerzahlen (2020)                                |                |
| Volkszählung:                                         | 1.143.801      |
| Fläche:                                               | 78,75 km²      |
| Telefonvorwahl:                                       | 0755           |
| PLZ:                                                  | 518001         |
| Lage von Luohu in Shenzhen                            |                |
| Lage von Luohu (violett im Süden)                     |                |

Luohu (chinesisch 罗湖区, Pinyin Luóhú qū) ist einer der zehn Stadtbezirke der chinesischen Stadt Shenzhen. Der Bezirk liegt innerhalb der Sonderwirtschaftszone zwischen Futian, Bao’an, Longgang und Yantian. Auf der anderen Seite des Flusses liegt Lo Wu in Hongkong.
Am 25. Oktober 1990 wurde in Luohu der erste McDonald’s Festlandchinas eröffnet.

## Administrative Gliederung
Auf Gemeindeebene setzt sich Luohu aus zehn Straßenvierteln zusammen. Diese sind:
- Straßenviertel Nanhu (南湖街道), hier befindet sich die Regierung des Stadtbezirks;
- Straßenviertel Cuizhu (翠竹街道);
- Straßenviertel Donghu (东湖街道);
- Straßenviertel Dongmen (东门街道);
- Straßenviertel Dongxiao (东晓街道);
- Straßenviertel Guiyuan (桂园街道);
- Straßenviertel Huangbei (黄贝街道);
- Straßenviertel Liantang (莲塘街道);
- Straßenviertel Qingshuihe (清水河街道);
- Straßenviertel Sungang (笋岗街道).

## Ethnische Gliederung der Bevölkerung Luohus (2000)
Beim Zensus 2000 wurden in Luohu 774.805 Einwohner gezählt.
| Name des Volkes | Einwohner | Anteil  |
| --------------- | --------- | ------- |
| Han             | 765.466   | 98,79 % |
| Zhuang          | 2.101     | 0,27 %  |
| Hui             | 1.144     | 0,15 %  |
| Manju           | 1.004     | 0,13 %  |
| Tujia           | 930       | 0,12 %  |
| Miao            | 899       | 0,12 %  |
| Dong            | 566       | 0,07 %  |
| Mongolen        | 551       | 0,07 %  |
| Yao             | 477       | 0,06 %  |
| Koreaner        | 363       | 0,05 %  |
| Bouyei          | 203       | 0,03 %  |
| Yi              | 151       | 0,02 %  |
| Li              | 136       | 0,02 %  |
| Tibeter         | 124       | 0,02 %  |
| She             | 109       | 0,01 %  |
| Sonstige        | 581       | 0,07 %  |

Koordinaten: 22° 33′ N, 114° 8′ O